# Hada glacialis
Hada glacialis är en fjärilsart som beskrevs av Charles Boursin 1964. Hada glacialis ingår i släktet Hada och familjen nattflyn. Inga underarter finns listade i Catalogue of Life.